# Вавельберг, Ипполит
Ипполит Вавельберг (пол. Hipolit Wawelberg; (Ипполит Андреевич, Гуне Нусен) 8 мая 1843, Варшава ― 20 октября 1901, Висбаден) ― польский предприниматель, общественный деятель и филантроп.

## Биография
Родился 8 мая 1843 года (по другим источникам ― в 1844 году) в Варшаве в семье банкира Гирша-Генриха Маркусовича (Гирша Нахмана, Цви Хирша)  Вавельберга (1813—1891) и Фелиции Вавельберг (урожд. Хойнацкой (Гойнацкой); 1819–1864). В 1890 году Г.М.Вавельберг получил звание потомственного почетного гражданина, которое распространялось также на его сына с женой и их детей.
Окончил Реальную гимназию в Варшаве. В 1861 году поступил в Ново-Александрийский политехнический институт.
Принимал участие в Январском восстании. После поражения повстанцев, чтобы избежать репрессий, уехал в Берлин по настоянию отца, где поступил на учёбу в Академию коммерции, которую закончил в 1869 году.
С 1864 года был совладельцем банковского дома Вавельберга, основанного в 1847 году его отцом Генриком. Компания имела филиал в Санкт-Петербурге, основанный Ипполитом в 1869 году. В своё время это был один из крупнейших банков Российской империи.
В 1875 году основал Музей промышленности и сельского хозяйства в Варшаве. В 1890―1900 годах ― член совета Коммерческого банка в Варшаве (Bank Handlowy). В 1895 году учредил вместе со своим зятем (мужем сестры) Станиславом Ротвандом Механико-техническую школу И. Вавельберга и С. Ротванда, которая в итоге была преобразована в Варшавский политехнический институт. Был инициатором проведения летнего образовательного лагеря для детей всех вероисповеданий; в этом лагере начал свою педагогическую практику Януш Корчак.
Учредитель Фонда поддержки исследований истории иудеев во Львовском университете. В Вильне содержал ряд кошерных кухонь, а когда в России в 1881—1882 годах прошла волна погромов, пожертвовал большую сумму, чтобы помочь жертвам погромщиков.
По случаю празднования пятидесятилетия основания банка сделал пожертвования на благотворительные нужды в размере 300 тысяч. рублей. Деньги пошли на строительство доступного жилья для рабочих в варшавском квартале Воля (территория нынешних улиц Вавельберга, Гурчевской и Дзялдовской) ― район получил название «Колония Вавельберга». Также на его средства были построены дома на улице Людвики для представителей бедных слоёв интеллигенции.
Соучредитель петербургского еженедельного издания Kraj. Всячески поддерживал печать дешевых изданий литературных произведений известных польских писателей, в частности, Генрика Сенкевича, Элизы Ожешко и Болеслава Пруса. Способствовал выпуску первого популярного издания произведений Адама Мицкевича, а потом пожертвовал средства на возведение памятника писателю в Варшаве.
Умер 20 октября 1901 года в Висбадене. Похоронен на Еврейском кладбище возле улице Окоповой рядом с отцом.

### Семья
Сестра — Анна Мария (1846–1894), в замуж. Ротванд.  Племянница (дочь сестры) — Фелиция Ротванд (1865—1934) вышла замуж за Игнация Шебеко, юриста, дипломата, политика.
Жена ― Людвика Берсон (Луиза Сигизмундовна; 1852―1927), дочь польского промышленника Сигизмунда Берсона. Ее брат, Осип (Иосиф) Сигизмундович Берсон, купец 1-й гильдии, член Совета Санкт-Петербургской фондовой биржи, стал представителем банкирского дома «Г. Вавельберг»
В семье было трое детей: двое сыновей ― Михаил, купец 1-гильдии, банкир, масон и Вацлав (1885/6―1954) и дочь ― Ядвига (1878―1927), в замуж. Берсон.

## Признание
- В 1928 году в его честь назвали улицу в варшавском квартале Воля[5].
- Частная высшая школа менеджмента и администрации, а также частный лицей № 51в Варшаве также носят имя Ипполита Вавельберга. Лицей претендует на преемственность со школой, учреждённой Вавельбергом[11].

## Галерея

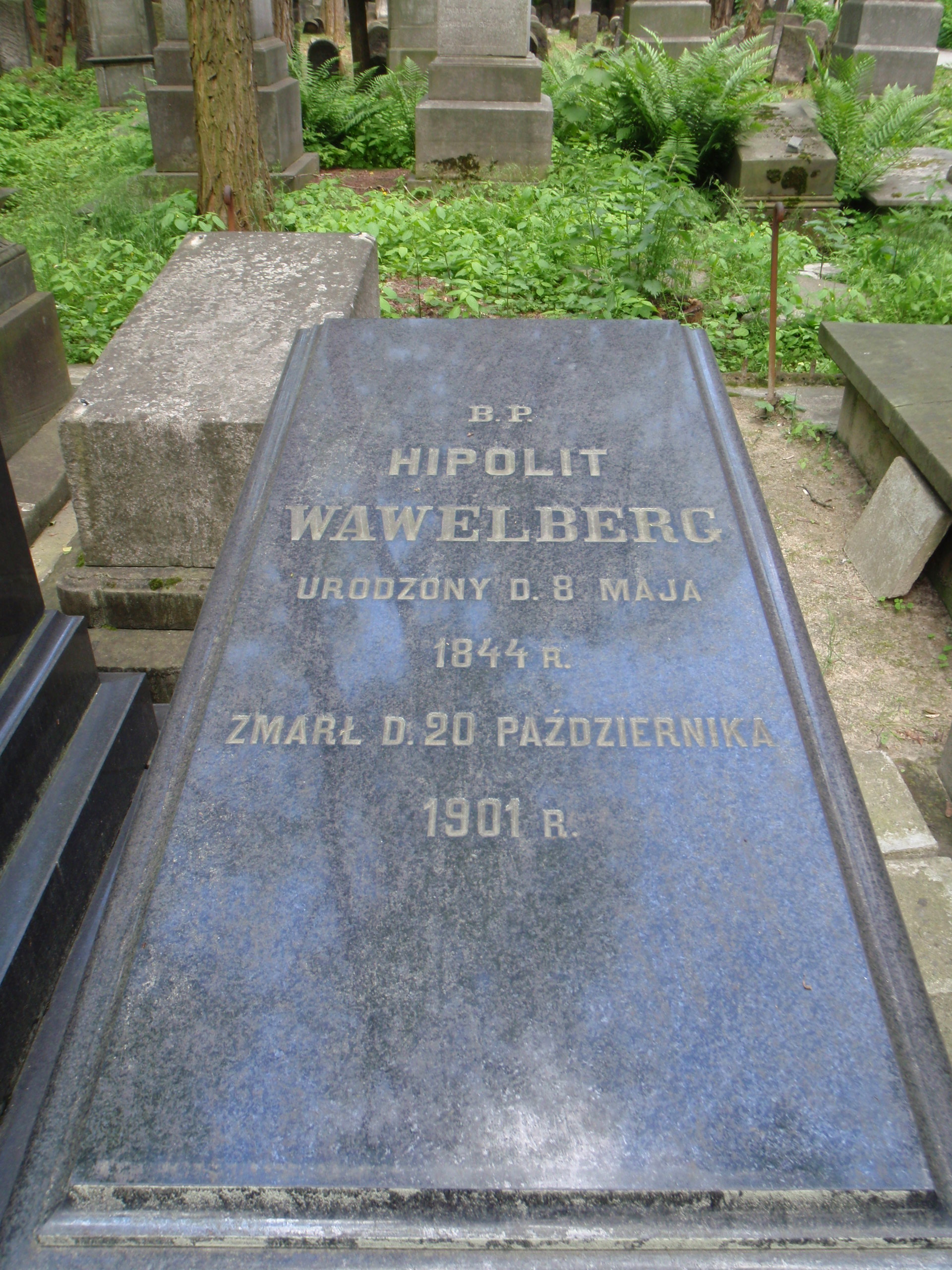
Могила Ипполита Вавельберга
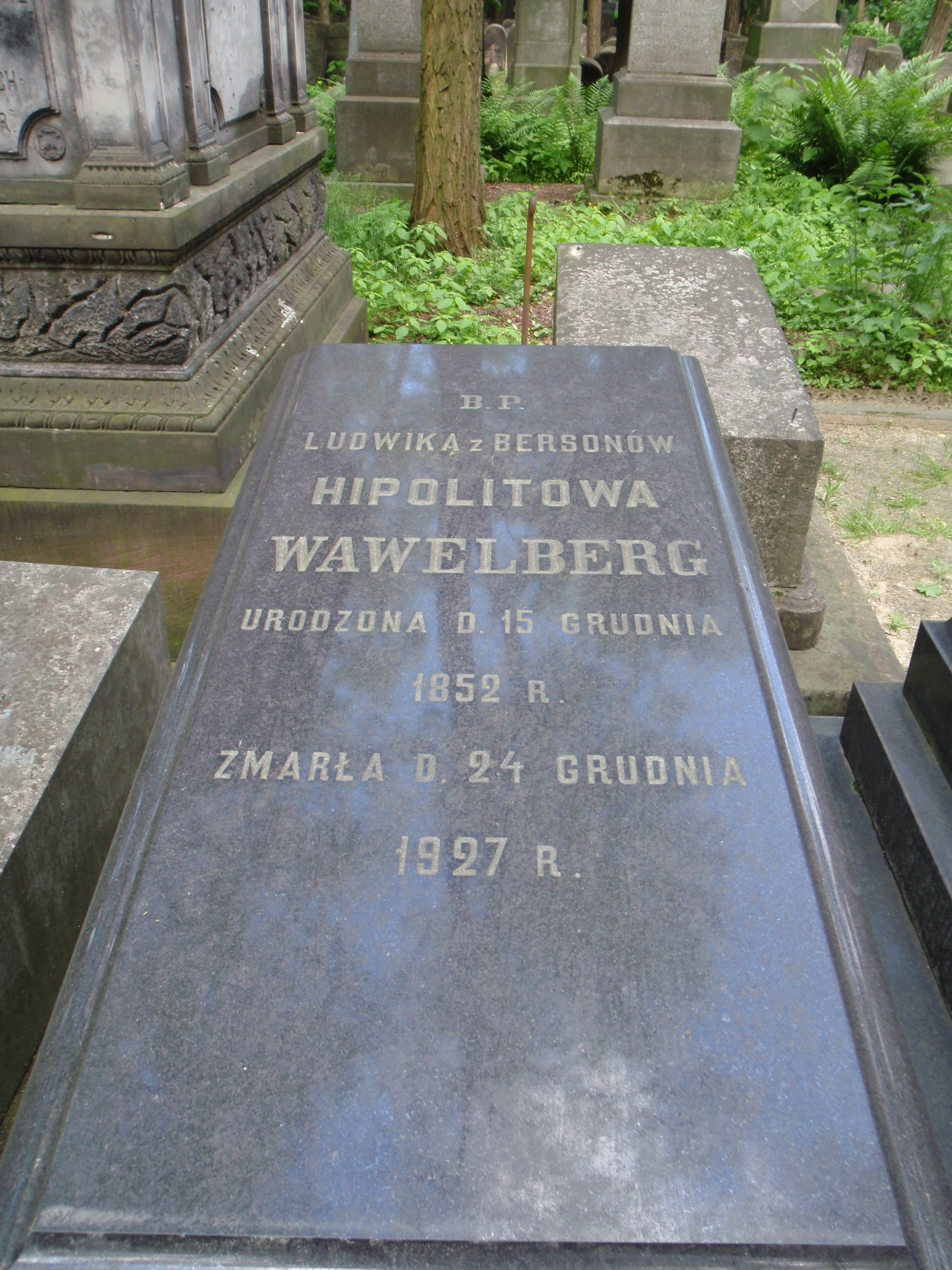
Могила его жены Людвики на Еврейском кладбище в Варшаве